# میچورینسکی (سرزمین آلتای)
میچورینسکی (به لاتین: Michurinsky) یک منطقهٔ مسکونی در روسیه است که در سرزمین آلتای واقع شده‌است.